# Londen Marathon 1985
De Londen Marathon 1985 werd gelopen op zondag 21 april 1985. Het was de vijfde editie van de Londen Marathon. De Welsh Steve Jones kwam bij de mannen als eerste over de streep in 2:08.16. De Noorse Ingrid Kristiansen won, evenals het jaar ervoor, bij de vrouwen in 2:21.06. Met deze tijd verbeterde ze niet alleen het parcoursrecord, maar ook het wereldrecord op de marathon.

## Uitslagen

### Mannen
| rang   | naam              | land | tijd    |
| ------ | ----------------- | ---- | ------- |
| Goud   | Steve Jones       | WAL  | 2:08.16 |
| Zilver | Charles Spedding  | ENG  | 2:08.33 |
| Brons  | Allister Hutton   | SCO  | 2:09.16 |
| 4      | Christoph Herle   | GER  | 2:09.23 |
| 5      | Henrik Jørgensen  | DEN  | 2:09.43 |
| 6      | Pat Petersen      | USA  | 2:11.23 |
| 7      | Bogumil Kus       | POL  | 2:11.43 |
| 8      | Oyvind Dahl       | NOR  | 2:12.57 |
| 9      | Eirik Berge       | NOR  | 2:13.00 |
| 10     | Mark Burnhope     | ENG  | 2:13.54 |
| 11     | Michael Gratton   | ENG  | 2:14.35 |
| 12     | Trevor Wright     | NZL  | 2:14.51 |
| 13     | Lindsay Robertson | GBR  | 2:14.59 |
| 14     | Nicholas Brawn    | GBR  | 2:15.00 |
| 15     | Ieuan Ellis       | GBR  | 2:15.02 |

### Vrouwen
| rang   | naam               | land | tijd    |
| ------ | ------------------ | ---- | ------- |
| Goud   | Ingrid Kristiansen | NOR  | 2:21.06 |
| Zilver | Sarah Rowell       | ENG  | 2:28.06 |
| Brons  | Sally Ann Hales    | ENG  | 2:28.38 |
| 4      | Ann Ford           | ENG  | 2:31.19 |
| 5      | Mary O'Connor      | NZL  | 2:32.35 |
| 6      | Katy Laetsch       | USA  | 2:33.20 |
| 7      | Lynda Bain         | SCO  | 2:33.38 |
| 8      | Sally Ellis        | ENG  | 2:34.58 |
| 9      | Veronique Marot    | ENG  | 2:35.12 |
| 10     | Carolyn Horne      | ENG  | 2:37.26 |
| 11     | Antonella Bizioli  | ITA  | 2:37.47 |
| 12     | Annette Roberts    | ENG  | 2:39.04 |
| 13     | Anne Grohansen     | NOR  | 2:39.30 |
| 14     | Kim Webb           | ENG  | 2:39.53 |
| 15     | Celia Duncan       | ENG  | 2:42.56 |

1981 ·
1982 ·
1983 ·
1984 ·
1985 ·
1986 ·
1987 ·
1988 ·
1989 ·
1990 ·
1991 ·
1992 ·
1993 ·
1994 ·
1995 ·
1996 ·
1997 ·
1998 ·
1999 ·
2000 ·
2001 ·
2002 ·
2003 ·
2004 ·
2005 ·
2006 ·
2007 ·
2008 ·
2009 ·
2010 ·
2011 ·
2012 ·
2013 ·
2014 ·
2015 ·
2016 ·
2017